# 愛秩序灣公園
參數所指定的目標頁面不存在，建議更正成存在頁面或直接建立下列一個頁面（建立前請先搜尋是否有合適的存在頁面可以取代）：
- 愛秩序灣海濱花園

愛秩序灣公園（英語：Aldrich Bay Park），是香港一個以舊式漁村為主題的公園，位於香港島西灣河愛秩序灣海旁，愛勤道與愛德街交界。佔地約22,000平方米，於2011年4月11日正式啟用，由康樂及文化事務署管理。

## 位置

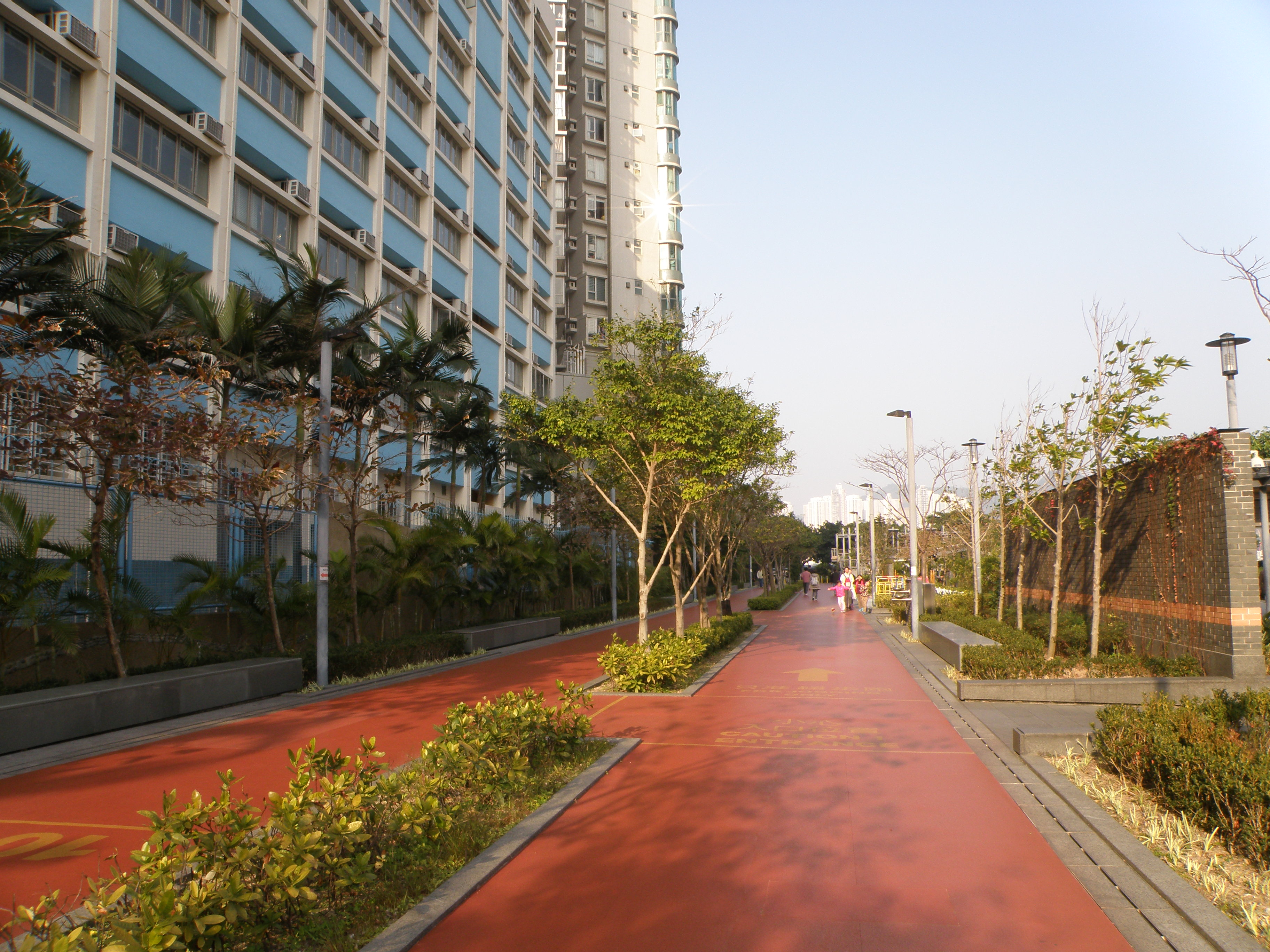
愛秩序灣公園緩跑徑

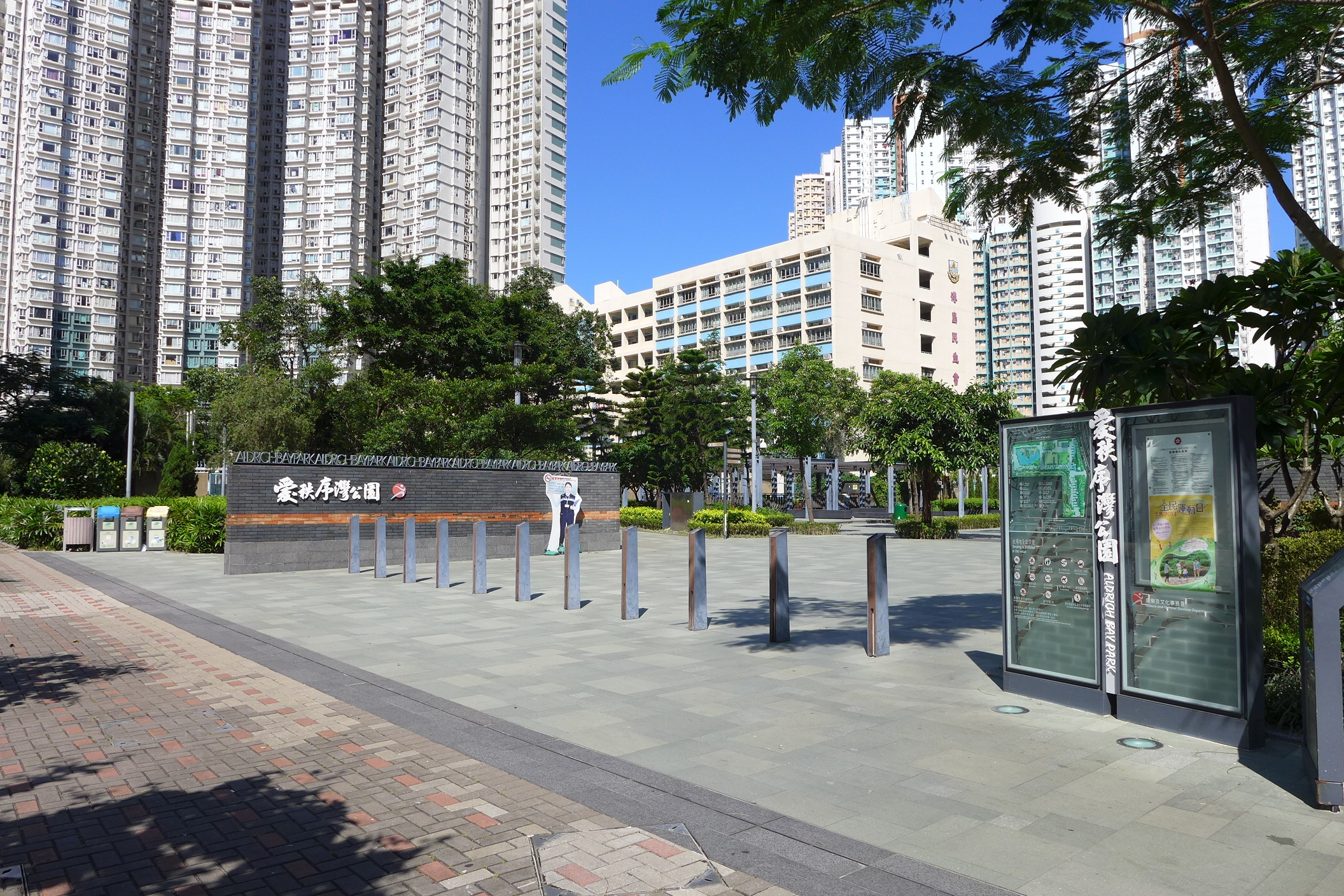
愛秩序灣公園入口

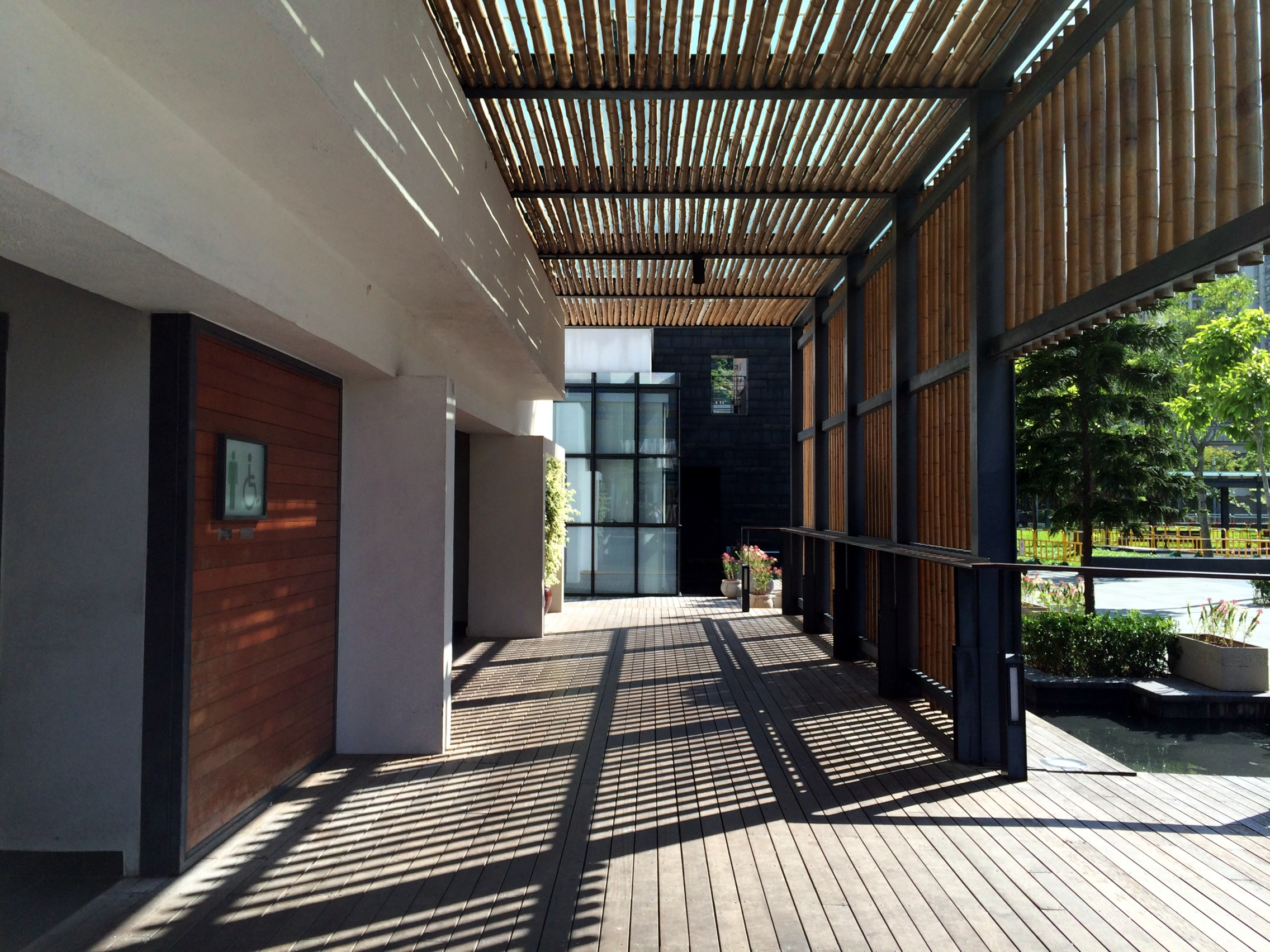
公園洗手間入口採用木作主調

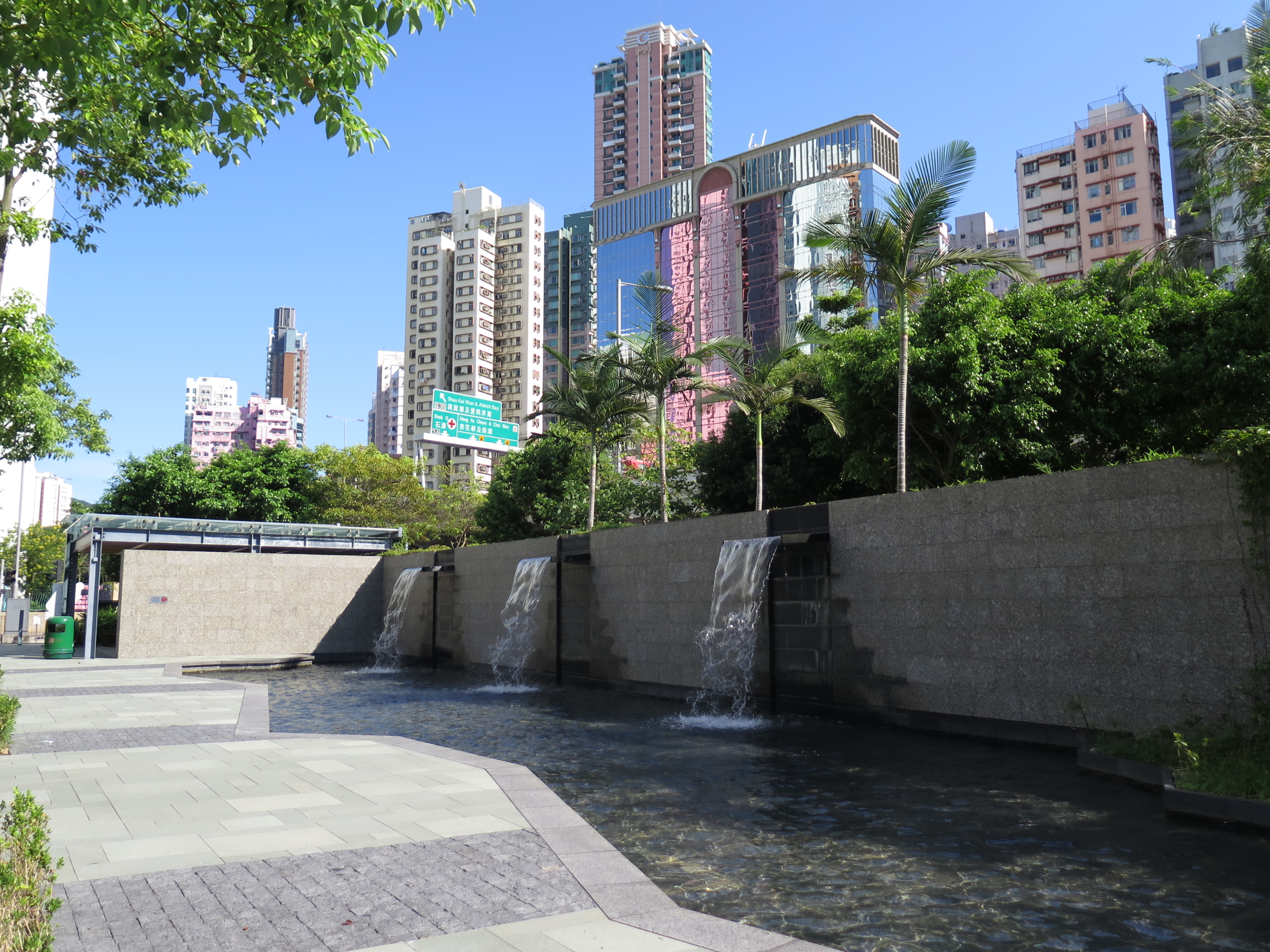
公園瀑布

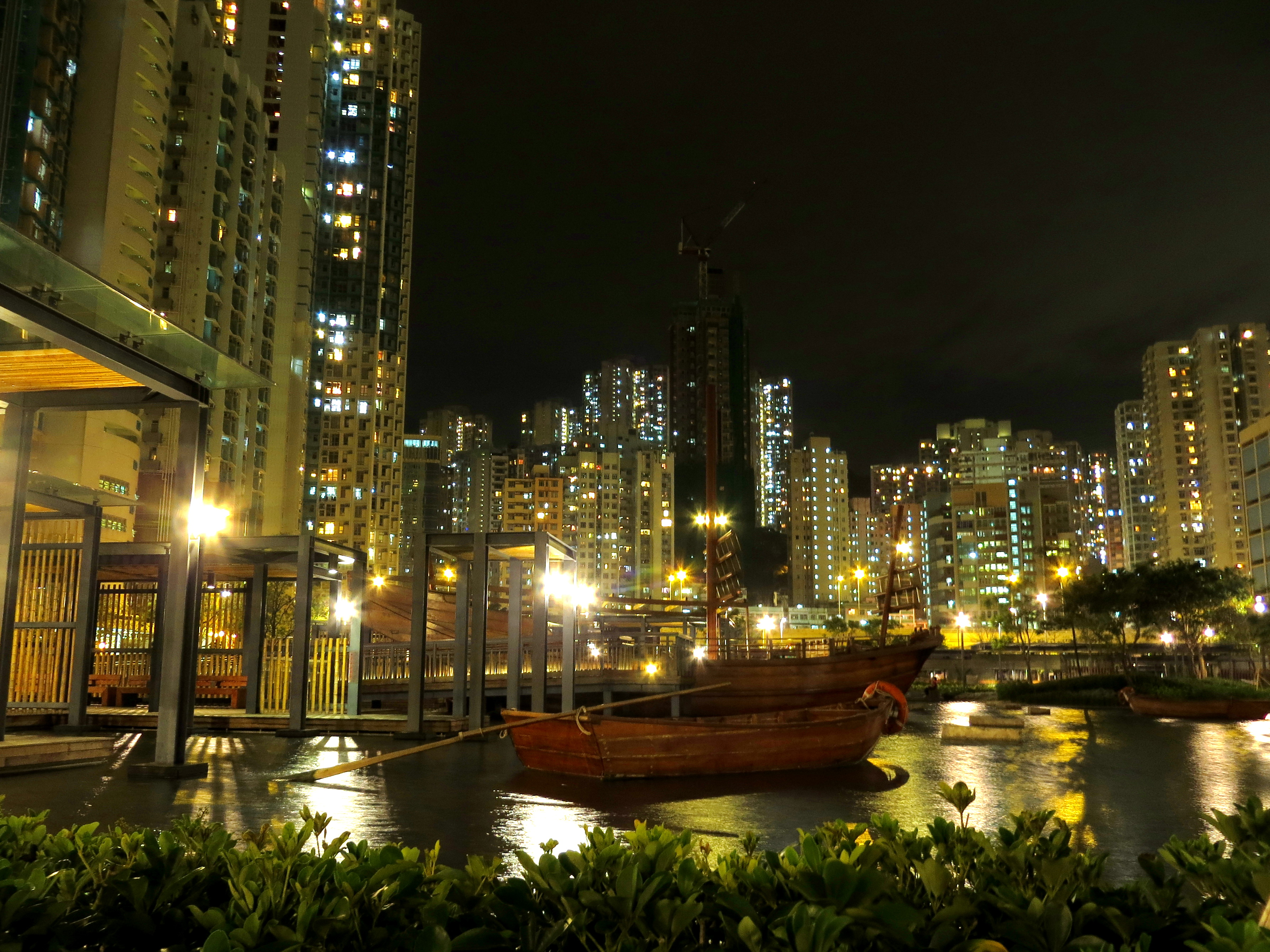
晚上的愛秩序灣公園

愛秩序灣公園的東南面是公共屋邨愛東邨愛寶樓及居屋屋苑東濤苑A座曉濤閣，西北面則是私人屋苑逸濤灣及港島民生書院。因此，公園可提供一個風廊的作用，有助把海風導向內陸區，減低沿海高樓所造成的屏風效應。

## 歷史
愛秩序灣公園從籌劃至興建完成，達10多年之久，斥資1億3千多萬元。公園的前身的一部份為愛秩序灣巴士總站，該總站在2006年6月停用，其中一些巴士路線遷至西灣河（嘉亨灣）公共運輸交匯處。巴士總站遷離後，該處曾被用作港島高爾夫球會的練習場，每月有10,000人次使用球會設施。由於高爾夫球場的圍網阻礙附近住戶的景觀，尤其是低層單位，加上夜間遭受光污染滋擾，令居民大表不滿。

## 設計
公園以昔日漁港風情為設計主題，採用鋼鐵、玻璃、木材和竹為建材。在公園水景區擺放了一艘實物大小的漁船及兩艘舢舨，並有兩條木板長廊的「渡頭」供遊人登上漁船參觀，渡頭旁則設有一個仿漁棚。
據說那艘漁船原本是放置在屯門某公園內，但因受不良份子破壞，才搬到愛秩序灣公園。另外，公園亦設有太極廣場、香味花園、露天廣場、長者健體園地、兒童遊樂場、緩跑徑及健身徑。

## 獎項
愛秩序灣公園榮獲建築署 2011 周年大獎 - 特別建築獎（園境設計）。

## 相關新聞
愛秩序灣公園啟用不久即收到附近屋苑居民投訴，指在晚上有青少年三五成群在公園關閉後闖入玩樂，造成大量噪音，滋擾民居。此外，公園亦經常舉行嘉年華、歌舞表演等活動。惟揚聲器的聲浪過大，造成大量噪音，令高層住戶深受困擾。
2022年5月25日早上7時許，有路人發現發現一名62歲男子伏於水池內無反應，之後報警求助。救護人員到場時該名男子雖然已被救起，但昏迷不醒，搶救後證實不治。警方調查後相信事主是意外失足跌倒，之後暈倒在水池內。而康文署稱該水景設施水深約20厘米，並妥善清潔有關位置，提醒場地職員及保安員加強場地巡查。

## 開放時間
開放時間為早上6時至晚上11時。

## 禁煙安排
此場地全面禁煙。

## 鄰近設施
- 蘇豪東
- 香港電影資料館
- 西灣河文娛中心
- 葛量洪號滅火輪展覽館

## 資料來源
1. ↑  . 大公報. 2008-05-29  [2012-05-12].[永久]
2. ↑  . 東方日報. 2008-05-29  [2012-05-12]. （原始内容存档于2016-03-05）.
3. ↑  . 星島日報. 2011-05-07  [2012-05-12]. 原始内容存档于2016-03-10.
4. ↑  . 建築署. 2012-03-12  [2012-05-12]. （原始内容存档于2012-11-10）.
5. ↑  . 太陽日報. 2011-04-25  [2012-05-11]. （原始内容存档于2011-11-27）.
6. ↑  . 明報. 2022-05-26  [2022-05-26]. （原始内容存档于2022-06-02）.